# Kotni pospešek
Kótni pospéšek je v fiziki količina, določena kot odvod kotne hitrosti po času. Običajno ga označujemo z grško črko α.
Enota za merjenje kotnega pospeška je s-2.